# Trosťanec
Trosťanec (ukrajinsky Тростянець; rusky Тростянец – Trosťaněc) je město v Sumské oblasti na Ukrajině. Leží v jižní části oblasti na břehu Boromlji, přítoku Vorskly, 57 kilometrů jižně od oblastního města Sumy. V roce 2013 žilo v Trosťanci přes jednadvacet tisíc obyvatel.
Z památek je významná mj. grota zřízená v roce 1809 k památce bitvy u Poltavy.

## Dějiny
Trosťanec byl založen v roce 1660. Městem je od roku 1940.